# Kläden (Arendsee)
Kläden è una frazione della città tedesca di Arendsee (Altmark), nella Sassonia-Anhalt.

Comprende la località di Kraatz.

## Storia
Kläden costituì un comune autonomo fino al 1º gennaio 2010.
| Controllo di autorità | VIAF (EN) 146225974 · GND (DE) 1067082085 |